# Вільям Фаден
Вільям Фаден (англ. William Faden; 1749—1836) — британський картограф, гравер і видавець, який працював в Лондоні.

## Біографія і видавнича діяльність
Батько — Вільям Фаден старший (Willam Faden senior; 1711—1783). Вільям Фаден був також видавцем журналу «the Public Ledger» або «The Daily Register» в Лондоні. Був придворним географом короля Георга III та власником видавничого дому «ФАДЕН». Вільям Фаден автор «Північноамериканського Атласу» (North American Atlas, 1777 р.). Атлас складався з 29 карт, де було показано хід бойових дій (карти зроблені очевидцями). Автор «Карти Швейцарії» (Karte von der Schweiz Nach Faden), яку доповнив і опублікував Йоганн Франц Йозеф фон Райлі у «Великому німецькому атласі» (Grosser Deutscher Atlas). Лист XVII, видавництво Відень, 1794—1796 рр..

## Карти України
1799 р. видає мапу «A map of the Kingdom of Poland and Grand Dutchy of Lithuania including Samogitia and Curland, divided according to their dismemberments, with the Kingdom of Prussia» (Карта Королівства Польського і Великого Князівства Литовського, в тому числі Самоготії та Курляндії, що розділені відповідно до їх розчленуванням, з Королівством Пруссії). Видавництво Лондон. Формат мапи 54 х 59 см. Масштаб 1: 2 300 000. На мапі показано розділи Речі Посполитої в 1772 р., 1792 р., 1795 р. Карта була створена на замовлення англійського королівського двору: «Від географа Вільяма Фадена Королю і принцу Уельському». Ця карта є зменшеною версією карти відомого італійського картографа Джованні Антоніо Рицци Занноні (1736—1814), що була видана в Парижі (1772 р.) на 24 аркушах на замовлення короля Польщі. Карта є дуже детальною, на ній показані всі великі та малі міста та містечка, а також — різними кольорами межі держав (Австрії, Прусії, Росії). 1811 р. карта була опублікована в Генеральному атласі..
На мапі написи: «Russian Ukrain» (Російська Україна), «Polish Ukrain» (Польська Україна), «Galicia» (Галичина), «Human Cosaks» (Уманські Козаки), «Palat of Russia» (Руське воєводство) та ін. Напис «Russian Ukrain» охоплює всю Правобережну Україну, починаючи від Стародубщини, а напис «Polish Ukrain» — Південну Київщину. На південь від м. Умань позначені Уманські Козаки (мабуть, як пам'ять про Коліївщину 1768—1769 рр. (козацько-селянське національно-визвольне повстання в Правобережній Україні, яке було спровоковане національним і релігійним гнітом правобережного українського населення в Речі Посполитій).